# Okręg wyborczy nr 29 do Senatu Rzeczypospolitej Polskiej
Okręg wyborczy nr 29 do Senatu Rzeczypospolitej Polskiej obejmuje obszar powiatów opoczyńskiego, rawskiego, skierniewickiego i tomaszowskiego oraz miasta na prawach powiatu Skierniewic (województwo łódzkie). Wybierany jest w nim 1 senator na zasadzie większości względnej.
Utworzony został w 2011 na podstawie Kodeksu wyborczego. Po raz pierwszy zorganizowano w nim wybory 9 października 2011. Wcześniej obszar okręgu nr 29 należał do okręgu nr 10.
Siedzibą okręgowej komisji wyborczej jest Piotrków Trybunalski.

## Reprezentanci okręgu
| Rok  | Rok            | Senator                | Komitet wyborczy       |
| ---- | -------------- | ---------------------- | ---------------------- |
|      | 2011           | Grzegorz Wojciechowski | Prawo i Sprawiedliwość |
| 2015 | Rafał Ambrozik |                        | Prawo i Sprawiedliwość |
| 2019 | Rafał Ambrozik |                        | Prawo i Sprawiedliwość |
| 2023 | Rafał Ambrozik |                        | Prawo i Sprawiedliwość |

## Wyniki wyborów
Symbolem „●” oznaczono senatorów ubiegających się o reelekcję.

### Wybory parlamentarne 2011
| Kandydat                                                                                      | Kandydat                 | Komitet wyborczy             | Głosów | Głosów | Głosów |
| Kandydat                                                                                      | Kandydat                 | Komitet wyborczy             | Liczba | %      | +/–    |
| --------------------------------------------------------------------------------------------- | ------------------------ | ---------------------------- | ------ | ------ | ------ |
|                                                                                               | Grzegorz Wojciechowski ● | Prawo i Sprawiedliwość       | 47 926 | 38,85  | –      |
|                                                                                               | Piotr Łyżeń              | Platforma Obywatelska RP     | 30 571 | 24,78  | –      |
|                                                                                               | Artur Bagieński          | Polskie Stronnictwo Ludowe   | 26 031 | 21,10  | –      |
|                                                                                               | Mirosław Zieliński       | Sojusz Lewicy Demokratycznej | 18 826 | 15,26  | –      |
| Frekwencja: 47,10% Liczba głosów ważnych: 123 354 (96,73%) Źródło: Państwowa Komisja Wyborcza |                          |                              |        |        |        |

● Grzegorz Wojciechowski reprezentował w Senacie VII kadencji (2007–2011) okręg nr 10.

### Wybory parlamentarne 2015
| Kandydat                                                                                      | Kandydat             | Komitet wyborczy             | Głosów | Głosów | Głosów |
| Kandydat                                                                                      | Kandydat             | Komitet wyborczy             | Liczba | %      | +/–    |
| --------------------------------------------------------------------------------------------- | -------------------- | ---------------------------- | ------ | ------ | ------ |
|                                                                                               | Rafał Ambrozik       | Prawo i Sprawiedliwość       | 53 780 | 42,18  | +3,33  |
|                                                                                               | Barbara Klatka       | Platforma Obywatelska RP     | 31 595 | 24,78  | ±0,00  |
|                                                                                               | Janusz Wojciechowski | KWW Janusza Wojciechowskiego | 29 090 | 22,82  | –      |
|                                                                                               | Iwona Gawron         | Polskie Stronnictwo Ludowe   | 13 035 | 10,22  | –10,88 |
| Frekwencja: 49,74% Liczba głosów ważnych: 127 500 (95,99%) Źródło: Państwowa Komisja Wyborcza |                      |                              |        |        |        |

### Wybory parlamentarne 2019
| Kandydat                                                                                      | Kandydat         | Komitet wyborczy        | Głosów | Głosów | Głosów |
| Kandydat                                                                                      | Kandydat         | Komitet wyborczy        | Liczba | %      | +/–    |
| --------------------------------------------------------------------------------------------- | ---------------- | ----------------------- | ------ | ------ | ------ |
|                                                                                               | Rafał Ambrozik ● | Prawo i Sprawiedliwość  | 83 024 | 53,32  | +11,14 |
|                                                                                               | Artur Bagieński  | KWW Artura Bagieńskiego | 72 692 | 46,68  | –      |
| Frekwencja: 62,35% Liczba głosów ważnych: 155 716 (96,75%) Źródło: Państwowa Komisja Wyborcza |                  |                         |        |        |        |

### Wybory parlamentarne 2023
| Kandydat                                                                                      | Kandydat            | Komitet wyborczy                                                           | Głosów | Głosów | Głosów |
| Kandydat                                                                                      | Kandydat            | Komitet wyborczy                                                           | Liczba | %      | +/–    |
| --------------------------------------------------------------------------------------------- | ------------------- | -------------------------------------------------------------------------- | ------ | ------ | ------ |
|                                                                                               | Rafał Ambrozik ●    | Prawo i Sprawiedliwość                                                     | 94 981 | 46,28  | –7,04  |
|                                                                                               | Józef Matysiak      | KKW Trzecia Droga Polska 2050 Szymona Hołowni – Polskie Stronnictwo Ludowe | 55 557 | 30,26  | –      |
|                                                                                               | Andrzej Fąk         | Konfederacja Wolność i Niepodległość                                       | 15 375 | 8,37   | –      |
|                                                                                               | Rafał Skiba         | KWW Porozumienie Obywatelskie                                              | 14 024 | 7,64   | –      |
|                                                                                               | Sylwester Kucharski | Bezpartyjni Samorządowcy                                                   | 13 689 | 7,45   | –      |
| Frekwencja: 75,96% Liczba głosów ważnych: 183 626 (98,18%) Źródło: Państwowa Komisja Wyborcza |                     |                                                                            |        |        |        |